# Saijiki
Uma saijiki(歳時記, lit. "crónica anual") é uma lista de kigo japoneses (termos sazonais) usados em haikus e formas relacionadas de poesia. Uma entrada num saijiki geralmente inclui uma descrição do próprio kigo, bem como uma lista de palavras semelhantes ou relacionadas e alguns exemplos de haikus que incluem essa kigo. Uma kiyose(季寄せ) é semelhante, mas não contém poemas de exemplo. O saijiki e o kiyose modernos são divididos nas quatro estações e no Ano Novo, com alguns contendo uma seção adicional para tópicos seasonless (無季, muki)  . Cada secção sazonal é dividida num conjunto padrão de categorias, cada uma contendo uma lista de kigo relevantes. As categorias mais comuns são a estação, os céus, a terra, a humanidade, as observâncias, os animais e as plantas.

## Estações japonesas
No calendário japonês, as estações tradicionalmente seguiam o calendário lunissolar, com os solstícios e equinócios no meio de cada estação. As estações tradicionais japonesas são:
- Primavera: 4 de fevereiro a 5 de maio
- Verão: 6 de maio a 7 de agosto
- Outono: 8 de agosto a 6 de novembro
- Inverno: 7 de novembro a 3 de fevereiro

Ao categorizar o kigo, um saijiki ou kiyose divide cada estação em períodos inicial, médio e final, da seguinte forma:
- Início da primavera: 4 de fevereiro a 5 de março
- Meio da primavera: 6 de março a 4 de abril
- Final da primavera: 5 de abril a 5 de maio
- Início do verão: 6 de maio a 5 de junho
- Meio do verão: 6 de junho a 6 de julho
- Final do verão: 7 de julho a 7 de agosto
- Início do outono: 8 de agosto a 7 de setembro
- Meio do outono: 8 de setembro a 7 de outubro
- Final do outono: 8 de outubro a 6 de novembro
- Início do inverno: 7 de novembro a 6 de dezembro
- Meio do inverno: 7 de dezembro a 4 de janeiro
- Final do inverno: 5 de janeiro a 3 de fevereiro

### Inglês
- The Five Hundred Essential Japanese Season Words, selected by Kenkichi Yamamoto, on Renku Home
- William J. Higginson, ed. Haiku world: an international poetry almanac. Kodansha, 1996. ISBN 978-4-7700-2090-1
- The Japanese Haiku Topical Dictionary at the University of Virginia Japanese Text Initiative
- World Kigo Database, worldwide saijiki

### Francês
- LE SAIJIKI: Ephéméride poétique à l'usage des poètes composant des haïku en langue française (em francês)- Le Saijiki, a versão francesa do Saijiki de Seegan Mabesoone, está disponível desde 1998.

### Japonês
- Masaoka Shiki, ed. Kiyose . 1930 (em japonês: 正岡子規 編『季寄せ』（三省堂、1930）)
- Kyoshi Takahama, ed. Um Novo Saijiki, 1934 (em japonês: 高浜虚子 編『新歳時記』（三省堂、1934）)
- Teiko Inahata, ed. The New Hototogisu Saijiki, 1996 (em japonês: 稲畑汀子 編『ホトトギス 新歳時記』（三省堂、1996）＆ CD版（1998）)